# Edifici al carrer Joan Maragall, 29
L'Edifici al carrer Joan Maragall, 29 era una obra de Girona inclosa a l'Inventari del Patrimoni Arquitectònic de Catalunya.

## Descripció
Era un edifici de planta baixa, un pis i semisoterrani, de planta rectangular i de 2 parts diferenciades en façana: una part integrada pel sòcol de pedra que recull la porta d'accés d'arc de punt rodó, una finestra al costat esquerre d'arc conopial i guardapols i 3 finestres agrupades de llinda planera i mènsula unificadora, al costat dret. Tot aquest sòcol estava separat, a més del canvi de material, amb un guardapols recte que sembla indicar l'actuació d'una possible reforma tardana, ja que agrupava la porta i les tres finestres indicades. Aquest guardapols envoltava un relleu, al damunt de la porta, dedicat a Sant Francesc i un cérvol. Al damunt d'aquest sòcol, que diferenciava la planta baixa de la resta, seguia una composició lliure de balcó d'arc conopial, finestra gotitzant (en cantonera amb altra igual i que donava a terrassa i façana lateral) i d'altra de llinda planera.

## Història
Construït al 1930 per Rafael Masó com a clínica del Dr. Coll. S'amplià al 1935. La imatge de Sant Francesc fou instal·lada el 1958 i és obra de Francesc Bacquelaine i Carreras. També ha funcionat a llar d'infants.